# Perché non sono cristiano
Perché non sono cristiano (Why I Am Not a Christian) è una raccolta di saggi del filosofo e matematico britannico Bertrand Russell, nella quale l'autore dibatte una serie di temi religiosi.
Le posizioni antireligiose di Russell furono oggetto di forti critiche e di pesanti ostracismi. Famoso, ad esempio, è il caso dell'incarico al City College di New York, che destò l'ira dei clericali e che diede inizio a una violentissima campagna di diffamazione e intimidazione.

## Contenuto
(Bertrand Russell, dalla prefazione di Perché non sono cristiano)

### Capitolo I -Perché non sono cristiano
(dal saggio Perché non sono cristiano)
Il saggio Why I Am not Christian, che dà il titolo alla raccolta, è in realtà un discorso tenuto il 6 marzo 1927 nella sala municipale di Battersea con il patrocinio della South London Branch della National Secular Society. Esso fu poi pubblicato, lo stesso anno, in forma di pamphlet, e infine raccolto con altri saggi nel libro.
Fin dal titolo e dall'incipit Russell dichiara espressamente di voler spiegare le ragioni della sua non appartenenza al Cristianesimo, premurandosi però di chiarire il vero significato della parola. Cristiano non è, secondo il filosofo, qualunque uomo virtuoso, ma specificamente chi: 
- crede nei dogmi dell'esistenza di Dio e dell'immortalità dell'anima;
- ritiene Gesù almeno il più saggio fra gli uomini.

Di qui Russell passa ad occuparsi specificamente di questi due aspetti, dapprima con una critica degli argomenti intellettuali e morali in favore dell'esistenza di Dio, e quindi analizzando la figura di Cristo. Conclude che l'adesione alla religione non è dettata da argomenti ma da fattori emotivi, e che la religione non è fonte di virtù: al contrario, essa ha praticato la crudeltà (ad esempio nel periodo dell'Inquisizione) e ostacolato il progresso, nel XX secolo come in passato. Per Russell il fondamento della religione è la paura, da cui solo la scienza e il libero intelletto sono capaci di emancipare l'uomo.

#### L'esistenza di Dio
Secondo il filosofo, "la Chiesa cattolica avrebbe calato in un dogma la possibilità di dimostrare l'esistenza di Dio attraverso la pura ragione: ciò al fine di contrastare i liberi pensatori, al tempo in cui essi invece iniziavano a sostenere che la ragione può legittimamente dubitare di tale esistenza".
Il primo argomento affrontato da Russell è quello della Causa Prima. Per l'autore "esso si fonda sulla convinzione erronea che ogni cosa deve avere una causa. Risalendo a ritroso il concatenamento di queste cause si deve per forza giungere a una Causa Prima, identificabile a questo punto con Dio. Russell ritiene che il principio si confuti da sé: se tutto deve avere una causa, allora anche Dio deve averla." Conclude quindi che non c'è ragione per ipotizzare una Causa Prima delle cose, che ben potrebbero esistere da sempre.
L'argomento della legge naturale spiegava perché la natura, in apparenza, si comportasse sempre allo stesso modo, affermando che ciò avveniva per legge divina. Russell rileva "la natura statistica, e non precettiva, delle leggi naturali: esse non presuppongono dunque un legislatore. Ma se pure vi fosse un ordine superiore, ci si dovrebbe chiedere perché proprio quello e non un altro. Se esso è il migliore possibile, allora Dio stesso soggiace a leggi che gli indicano una via da percorrere; viceversa, l'argomento è contraddetto dalla presenza di un ente che agisce ad arbitrio." Secondo Russell il principio è ormai superato dalle teorie di Albert Einstein.
"L'argomento del fine delle cose vuole che tutto sia preordinato a una finalità: in particolare, quella di permettere la nostra esistenza. La dottrina non è che un rovesciamento della realtà, ed è superata dalla teoria di Darwin: non è cioè l'ambiente che si conforma alle necessità dei viventi, ma questi che si adattano ad esso."
L'argomento morale, infine, fu introdotto da Kant." Secondo una sua variante, mancando Dio non potrebbero esistere le categorie del giusto e dell'ingiusto. Russell, ammessa solo in ipotesi la differenza fra giusto e ingiusto, confuta l'argomento arguendo che, se tale differenza trova origine in Dio, allora per lui essa non esiste, e dunque egli non può essere buono; se invece lo è, le due categorie devono preesistergli e non lo presuppongono."

#### La figura di Cristo
Russell ritiene che Cristo non sia stato il più saggio degli uomini, ma, semplicemente, come tutti gli uomini, un possibile saggio dotato di difetti inevitabili.
In primo luogo egli si mostra sicuro dell'imminenza della sua seconda venuta. I primi cristiani credevano in questa imminenza, e, conformemente alla sua parola, non si curavano del domani; ma poi non vi fu alcuna seconda venuta. Russell identifica in tutto ciò un primo aspetto che non depone per la saggezza di Cristo.
"Ma c'è un altro aspetto, quello morale, che negherebbe tale saggezza: l'insegnamento di Gesù infatti prevede il castigo eterno." Ciò, secondo il filosofo gallese, è segno di scarsi sentimenti di umanità: Cristo ha infatti atterrito e scagliato invettive; in altri passi, ha mostrato inclemenza e inutile crudeltà. Per Russell Gesù non regge il paragone con Buddha, né con Socrate, che mai si fece prendere dall'ira e, in punto di morte, fu dolce anche con gli avversari.

### Capitolo II -La religione ha contribuito alla civiltà?
Il saggio fu pubblicato per la prima volta nel 1930.
Russell fa suo il concetto di religione in Lucrezio: una malattia frutto della paura e fonte di sofferenza. Il pensatore sottolinea poi la distanza fra il comune concetto di religione e la vera natura di questa. Mentre il primo riconduce la religione a una visione della morale e del mondo, la seconda è identificabile nell'ortodossia delle Chiese. Russell rileva come l'insegnamento di tutti i maestri religiosi sia stato assunto a verità assoluta, e sia per questo via via diventato fonte del potere di una casta privilegiata incaricata di interpretarlo. Tale casta possederebbe dunque una verità eticamente lontana dal messaggio originario, e in quanto immutabile necessariamente contraria al progresso e fonte di oscurantismo.

#### Cristianesimo e sesso
Nel quadro dei rapporti fra religione e civiltà si inserisce la problematica dei rapporti fra cristianesimo e sesso. Russell pone in luce "i danni della visione della sessualità come peccato e della sua relegazione nel solo matrimonio indissolubile: dal mancato controllo delle nascite alle conseguenze nevrotiche del tabù nei giovani sottratti alla conoscenza dell'ars amandi."

#### Fonti di intolleranza
Per Russell è l'avvento del cristianesimo a diffondere l'intolleranza religiosa: essa era sconosciuta al mondo classico fuorché, non a caso, a quello ebraico, che forse - suppone il filosofo - in questo modo si difendeva dalla minaccia di venir assorbito dai popoli vicini.
Le persecuzioni del cristianesimo da parte dell'impero romano sono ridimensionate dal pensatore, in quanto di scarso rilievo, discontinue e di natura essenzialmente politica; viceversa, dai tempi di Costantino in poi, la persecuzione appare essere stata praticata dagli stessi cristiani.
L'attuale cristianesimo è indubbiamente assai più mite, ma ciò è attribuito da Russell all'insegnamento dei liberi pensatori, dal Rinascimento in poi: quindi all'opera degli stessi uomini che un tempo erano perseguitati dai cristiani.

### Capitolo III -Il mio credo
Il saggio è stato pubblicato nel 1925.

### Capitolo IV -Sopravviviamo alla morte?
Il saggio è stato pubblicato per la prima volta nel 1936.
(Bertrand Russell)

### Capitolo V -Apparenza e realtà
Il saggio è stato scritto nel 1899.

### Capitolo VI -Liberi pensatori fra i cattolici e i protestanti
Il saggio è stato scritto nel 1928.

### Capitolo VII -La vita nel Medioevo
Il saggio è stato scritto nel 1925.

### Capitolo VIII -Il destino di Thomas Paine
Il saggio è stato scritto nel 1934.

### Capitolo IX -Gente simpatica
Il saggio è pubblicato per la prima volta nel 1931.

### Capitolo X -La nuova generazione
Il saggio risale al 1930.

### Capitolo XI -La nostra etica sessuale
Secondo Russell "un moralismo sessuale particolarmente rigoroso è il segno di una sessualità vissuta male intesa oscenamente e moralisticamente."
"Il sesso come l'alimentazione va vissuto in modo semplice e naturale: ogni eccesso è negativo e come nel caso del cibo ogni proibizione ne accresce il desiderio eccessivo. L'insegnamento della Chiesa, com'è dimostrato negli Stati Uniti, con il suo rigido moralismo ha stimolato in modo malato l'interesse per il sesso. L'impulso naturale represso non produce uomini sani e aperti."
Egli afferma: "Nessun essere umano può pensare di avere diritti di proprietà su un altro essere umano, l'equivalente del furto non è l'adulterio ma la violenza carnale."
Fondamentale per Russell è ritenere il sesso legato a tre beni quali: 
- l'amore sentimentale
- la felicità del matrimonio
- l'arte.

Egli è convinto "che chi ha un'attitudine artistica trovi nell'amore sessuale il giusto stimolo per svilupparla."
"La libertà di amare, intesa non come il volgare bisogno di sfogo fisico con una persona qualsiasi, coincide per l'artista con la libertà d'espressione [...] la curiosità e la ricerca della conoscenza infine devono essere considerate come "frutti" dell'amore per il potere. Se la conoscenza è potere, l'amore per la conoscenza è amore per il potere."
"La scienza in quanto tale invece deve essere considerata indipendente dalle emozioni sessuali."

### Capitolo XII-Libertà accademica
Il saggio è stato pubblicato nel 1940.

### Capitolo XIII -L'esistenza di Dio
Il saggio è la trascrizione di un dibattito fra Bertrand Russell e padre F. C. Copleston S. J., trasmesso dalla BBC nel 1948.

### Capitolo XIV -Può la religione lenire i nostri affanni?
Il saggio è stato pubblicato in due parti nel 1954.

### Capitolo XV -Religione e morale
Il saggio è stato scritto nel 1952.

## Edizioni
- Bertrand Russell, Perché non sono cristiano, collana Saggistica TEA, TEA, 2007,  p. 214.